# Melanopsichium eleusinis
Melanopsichium eleusinis är en svampart som först beskrevs av C.R. Kulk., och fick sitt nu gällande namn av Mundk. & Thirum. 1946. Melanopsichium eleusinis ingår i släktet Melanopsichium och familjen Ustilaginaceae.   Inga underarter finns listade i Catalogue of Life.